# Ray Suen
Ray Suen (Newark, Delaware; 5 de julio de 1985) es un violinista, guitarrista y teclista estadounidense que trabajó como miembro de la banda de Las Vegas The Killers.
Es un antiguo miembro de las giras de la banda de rock Louis XIV, y ha aparecido y grabado con numerosos artistas como Jason Mraz, Matt Curreri & the Exfriends, Joanie Mendenhall, y Gregory Page entre otros. Suen fue también presentado en 2007 como miembro ocasional de la house band de Joe Firstman en Last Call con Carson Daly.
Creció en San Diego, California, y fue educado de forma tradicional.
A los 3 años empezó a tocar el violín.
Empezó a tocar la guitarra a los 15, tras escuchar a las bandas de thrash metal Testament y Metallica.
Mientras obtenía la licenciatura en Psicología en la Universidad de California, San Diego, Suen se interesó por otras aplicaciones del violín fuera de la música clásica después de escuchar el jazz de Django Reinhardt y  Stéphane Grappelli.
Mientras servía como violinista principal de la Orquesta Sinfónica de La Jolla  , también estudiaba jazz, y se convirtió en integrante de la escena musical de San Diego, actuando en diferentes áreas del rock, folk, jazz y grupos musicales.
Tras su graduación en 2007, empezó su primera gira nacional con Louis XIV.